# José Corral y Larre
José Corral y Larre (* Madrid, 15 de octubre de 1866 - † Madrid, 19 de agosto de 1938) fue un político español, fue ministro de Hacienda durante la dictadura del general Primo de Rivera entre el 25 de febrero de 1924 y el 3 de diciembre de 1925. En las elecciones de 1927 fue elegido miembro de la Asamblea Nacional Consultiva (sucedáneo de las Cortes Generales durante la dictadura de Primo de Rivera) como «representante por derecho propio». Anteriormente, en 1924, fue Asimismo, fue interventor general de la Administración del Estado.
| Predecesor: Carlos Vergara Caillaux | Ministro de Hacienda 1924 - 1925 | Sucesor: José Calvo Sotelo |

- Datos: Q6454118